# Hinter dem Nordwind

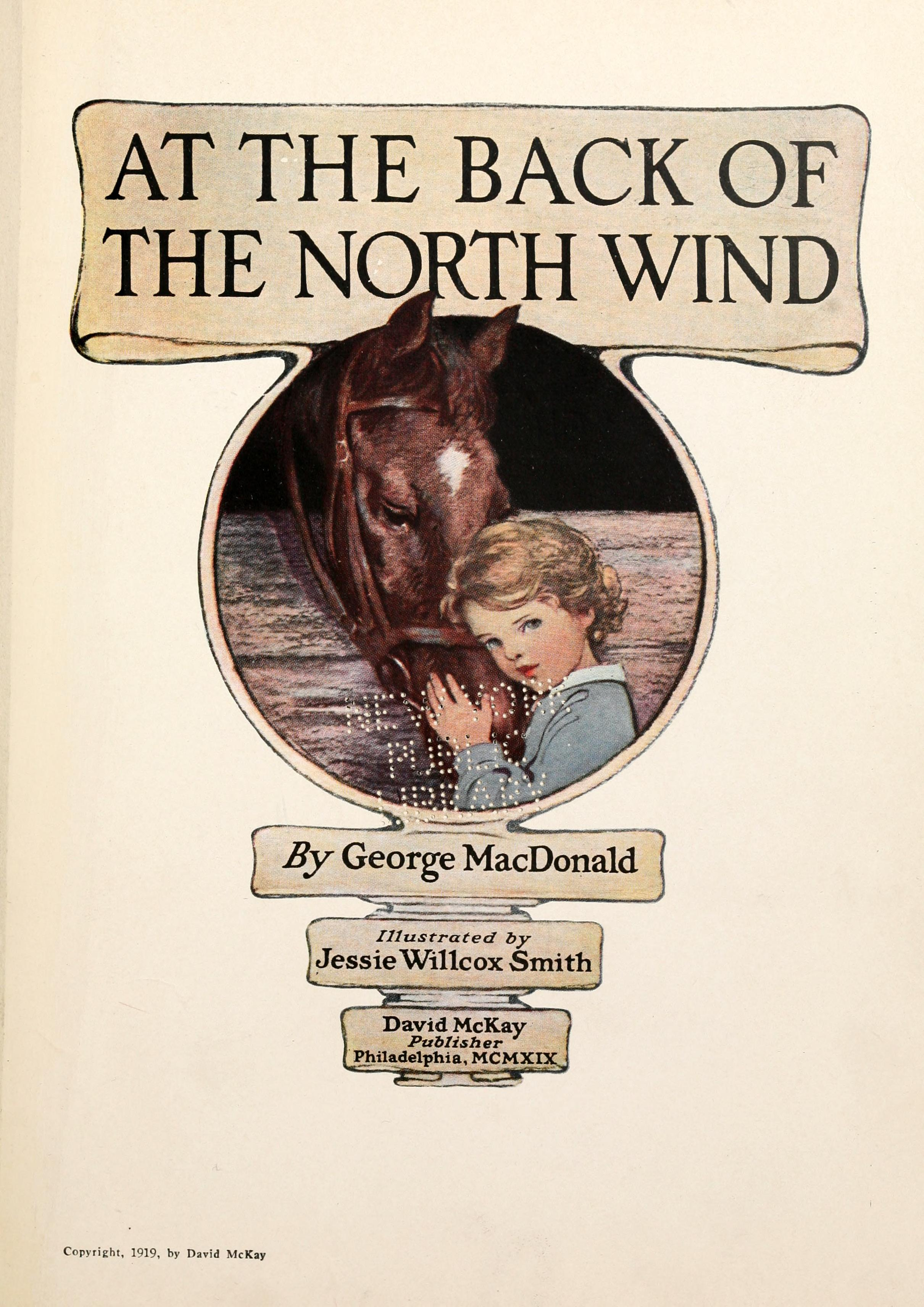
Englische Ausgabe von 1919 (Illustrationen von Jessie Willcox Smith)

Hinter dem Nordwind (englischer Originaltitel At the Back of the North Wind) ist ein Kinderbuch des schottischen Schriftstellers George MacDonald, das 1871 beim Verlag Strahan & Co. mit Illustrationen des präaffaelistischen Künstlers Arthur Hughes veröffentlicht wurde. Die deutsche Erstausgabe erschien 1981 beim Betz Verlag. Das Buch zählt zu den bekanntesten Werken des Autors und wird bis heute neu aufgelegt.

## Inhalt
Der kleine Junge Diamant reist mit der geheimnisvollen Lady Nordwind in der Nacht umher. Sie scheint für Leid und Tod, aber auch für das Handeln Gottes zu stehen. Sie führt ihn schließlich während seiner Krankheit in das Land hinter ihr, wo er Frieden erlebt. Es stellt sich aber heraus, dass dies nur ein Schatten des Landes hinter ihr war, das wahre Land begegnet ihm erst im Tode. 

## Hintergrund
In diesem Buch beschäftigt sich MacDonald mit Fragen wie Leid und Tod. Der Autor, ein Geistlicher, wollte mit diesem Roman wohl seinem früh an Tuberkulose verstorbenen Sohn Maurice ein Denkmal setzen. Die Geschichte ist MacDonalds Versuch, das Gute in einer Welt voller Ungemach darzustellen.
Hinter dem Nordwind wechselt zwischen dem realen London und einer fantastischen Welt hin und her. Damit hat es die Entwicklung der Gattung Fantasy beeinflusst. So wurde C. S. Lewis, der Autor der Chroniken von Narnia, sehr von MacDonald mitgeprägt. Die George MacDonald Society hat ihre Zeitschrift nach diesem Kinderbuch benannt.

## Rezeption
Victoria Neumark schreibt in ihrer Buchrezension: „Diese bewegende Geschichte über das Gute im Menschen – ein klassisches viktorianisches Thema – erzählt von einem Jungen namens Diamant, der mit Nordwind reist. […] MacDonald gelingt es, die kindliche Angst vor dem Tod in unnachahmlicher Weise zu erkunden. Seine eigenwilligen Vorstellungen beeinflussten Dickens, Lewis Caroll, C. S. Lewis und Tolkiens.“ Sybil Gräfin Schönfeldt schreibt anlässlich ihrer Übersetzung des Romans für den Brendow Verlag: „Es gibt bis heute und immer wieder Erwachsene, die sagen, als sie dies Buch von George MacDonald zum erstenmal als Kind gelesen hätten, da sei ihnen klargeworden, was Dichtung ist.“

## Referenzen
Hinter dem Nordwind ist in dem literarischen Nachschlagewerk 1001 Kinder- und Jugendbücher – Lies uns, bevor Du erwachsen bist! für die Altersstufe 8+ Jahre enthalten.

## Ausgaben
- At the Back of the North Wind. Strahan & Co., UK 1871 (englisch).
- Hinter dem Nordwind. Annette Betz Verlag, Wien 1981.